# Daydream Island

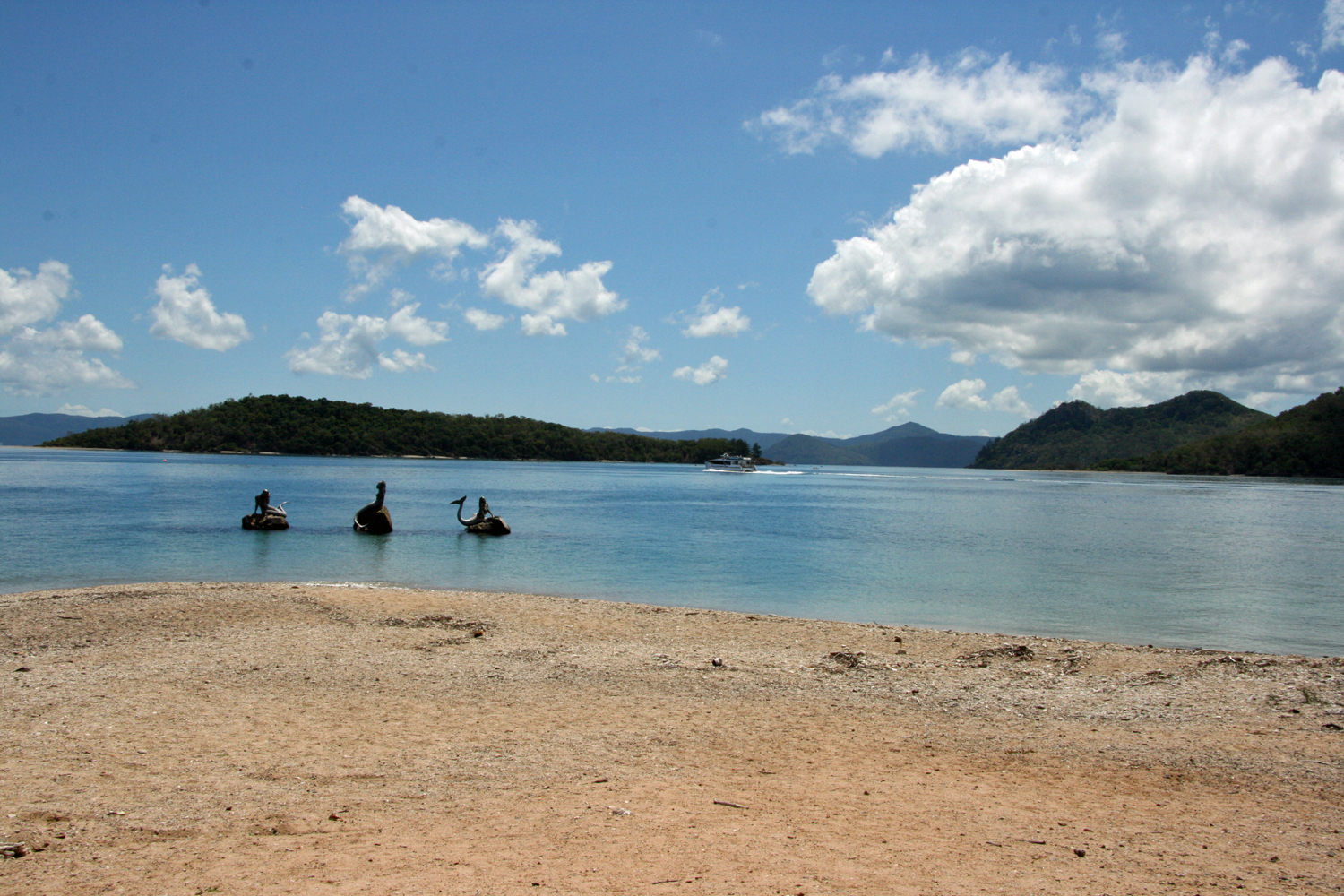
Meerjungfrauen-Statuen am Mermaids Beach, Daydream Island

Die Daydream Island (früher West Molle Island) befindet sich in der Nähe des Naturschutzgebietes des Great Barrier Reef in der Nähe der Whitsunday Islands. Die Touristen-Insel in Queensland, Australien, zählt zu den Molle Islands, einer Inselgruppe, die heute zu de Whitsunday Islands gezählt wird. Offiziell gehört sie zu den Cumberland Islands. Die Insel hieß früher West Molle Island, bevor auf ihr das Wellness-Zentrum Daydream Island Resort & Spa gebaut wurde. Sie liegt im Molle-Islands-Nationalpark.

## Geschichte
Paddy Murray, ein Major der Armee, öffnete bereits im Jahr 1933 das erste Resort auf dieser Insel. Reginald Ansett übernahm das Resort im Jahre 1947 und er schloss es in der wirtschaftlich schwierigen Nachkriegsjahren 1953. Im Jahre 1967 wurde es von einem Geschäftsmann von der Gold Coast wieder eröffnet.
Der Name West Molle Island stammt von dem früheren Hafen im Gebiet der Molle Islands, Port Molle, ab und wurde der Insel im Mai 1881 durch Captain J.F.L.P. Maclear von der HMS Alert verliehen. 1989 wurde die Namensänderung von West Molle Island zu Daydream Island durch Regierungsstellen genehmigt. Der heutige Eigentümer, The Williams Corporation, übernahm die Insel im November 1999 und baute das Daydream Island Resort & Spa.

## Touristische Information
Die Daydream Island kann von Hamilton Island oder von Airlie Beach aus mit einem Schiff oder mit Helikoptern erreicht werden. In unmittelbarer Nähe der Insel befinden sich die Inseln North Mole Island, Mid Mole Island und South Mole Island. Die Entfernung zur Küstenlinie von Queensland beträgt etwa 5 Kilometer.
Die Insel ist nicht groß, sie ist einen Kilometer lang und 500 Meter breit. Auf der Insel herrscht ein subtropisches Klima vor und sie hat drei Sandstrände, an denen Wassersport, beispielsweise Paragliding und Jetski, betrieben werden kann. Um die Inseln befinden sich Korallenriffe, in denen Touristen sporttauchen. Auf der kleinen Insel gibt es Möglichkeiten zum Tennis-, Volleyball- und Badmintonspiel, wie auch einen Minigolfplatz. Von der Insel aus können Ausflüge zu den Whitsunday-Inseln oder zum Great Barrier Reef gemacht werden.
Seit dem Jahre 2001 befindet sich auf dieser Insel das Daydream Island Resort & Spa, das in der Zeitdauer von zwei Jahren mit 40 Millionen $ erbaut wurde. Dieses Resort gewann Auszeichnungen wie den Association Awards for Excellence, Best Privately Owned Resort and Accommodation im Jahre 2004 Queensland 400 Business Awards und den Gold Award for Most Popular Resort Spa im Jahre 2004 Holidays for Couples Reader’s Choice Awards.